# Spindalis
Spindalis Jardine & Selby, 1837 è un genere di uccelli passeriformi che annovera 4 specie diffuse in America Centrale. È l'unico genere della famiglia Spindalidae.

## Descrizione
I maschi delle specie di Spindalis sono caratterizzati dal piumaggio brillante e variopinto, mentre le femmine appaiono brunastre o grigiastre.

## Biologia

### Riproduzione
Il nido delle specie appartenenti a questo genere è a forma di coppa.

## Distribuzione
Il genere è presente nelle Grandi Antille, ma anche nelle Bahamas e sull'Isola di Cozumel.

## Tassonomia
Le specie riconosciute sono quattro, di cui una differenziata in cinque sottospecie:
- Spindalis dominicensis (H. Bryant, 1867) - Hispaniola
- Spindalis nigricephala (Jameson, 1835) - Giamaica
- Spindalis portoricensis (H. Bryant, 1866) - Porto Rico
- Spindalis zena (Linnaeus, 1758) - Bahamas, Cuba, Isole Cayman e isola di Cozumel
  - S. zena benedicti Ridgway, 1885 - Isola di Cozumel (a sud-est del Messico)
  - S. zena pretrei (Lesson, 1831) - Cuba e Isola della Gioventù
  - S. zena salvini Cory, 1886 - Grand Cayman
  - S. zena townsendi Ridgway, 1887 - Bahamas settentrionali
  - S. zena zena (Linnaeus, 1758) - Bahamas centrali e meridionali

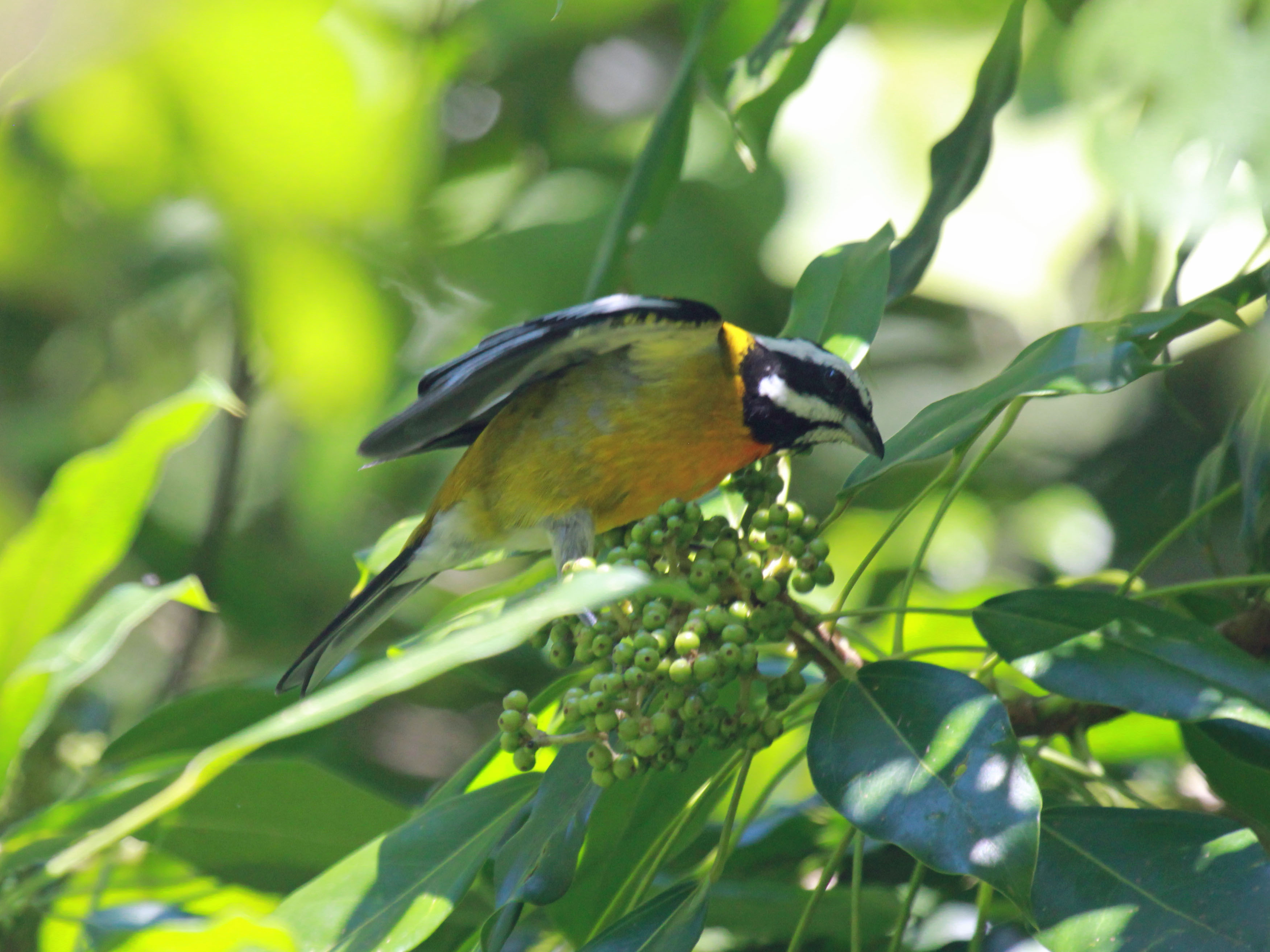
Spindalis nigricephala
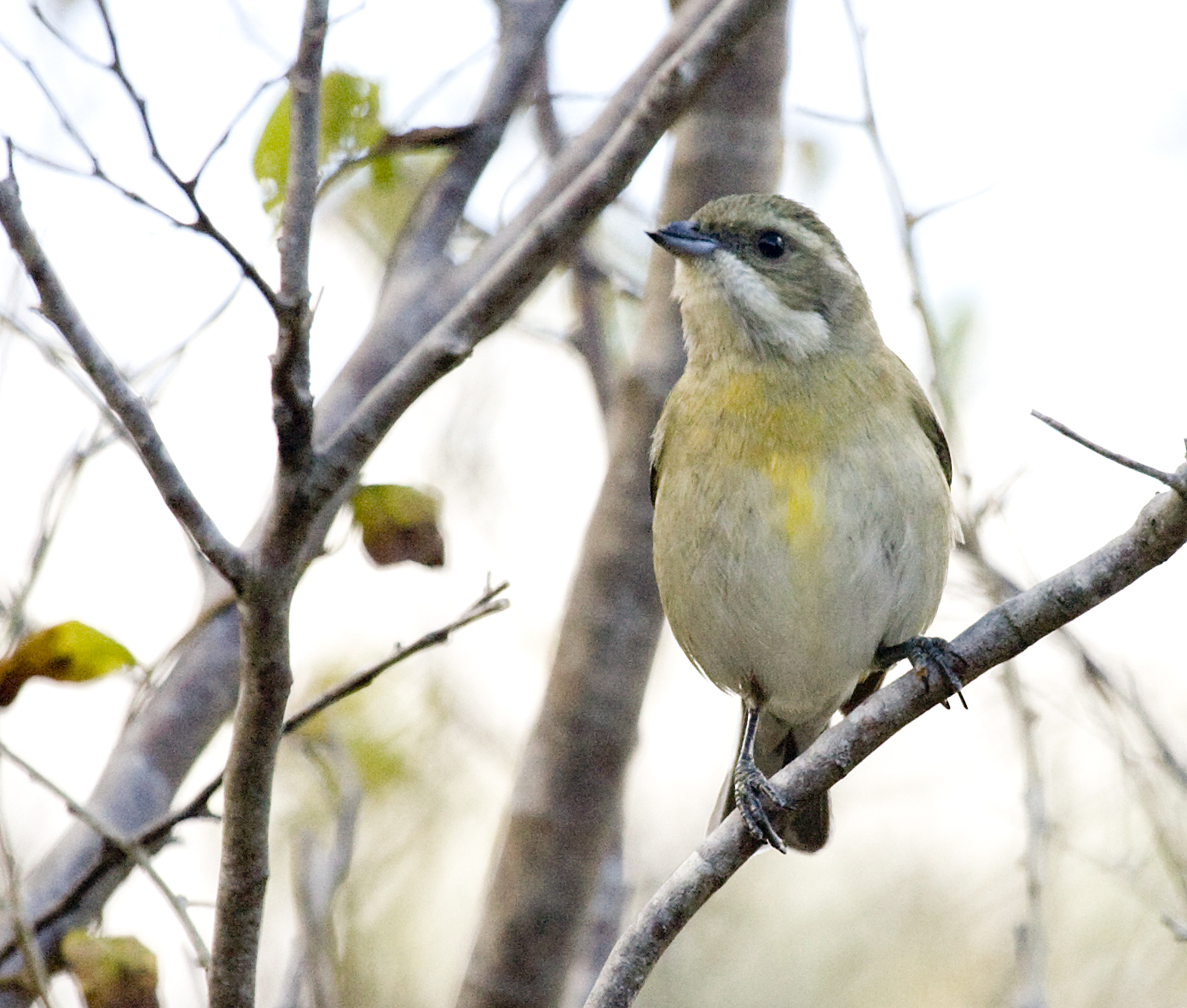
Spindalis zena

## Conservazione
La Lista rossa IUCN attribuisce a tutte e quattro le specie di Spindalis lo status "LC" (rischio minimo).